# الفرن الشمسي في مونت لويس

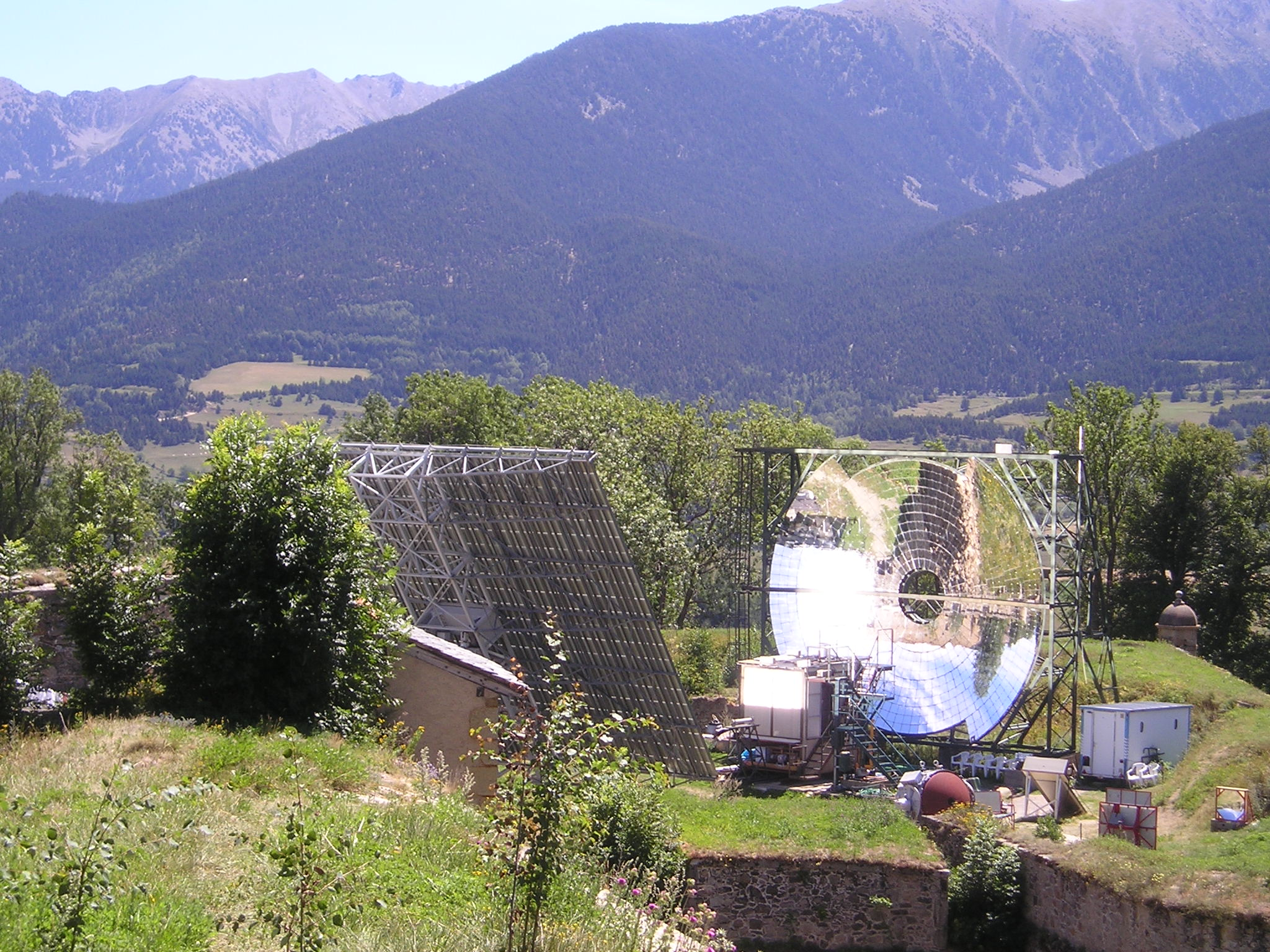
الفرن الشمسي في مونت لويس

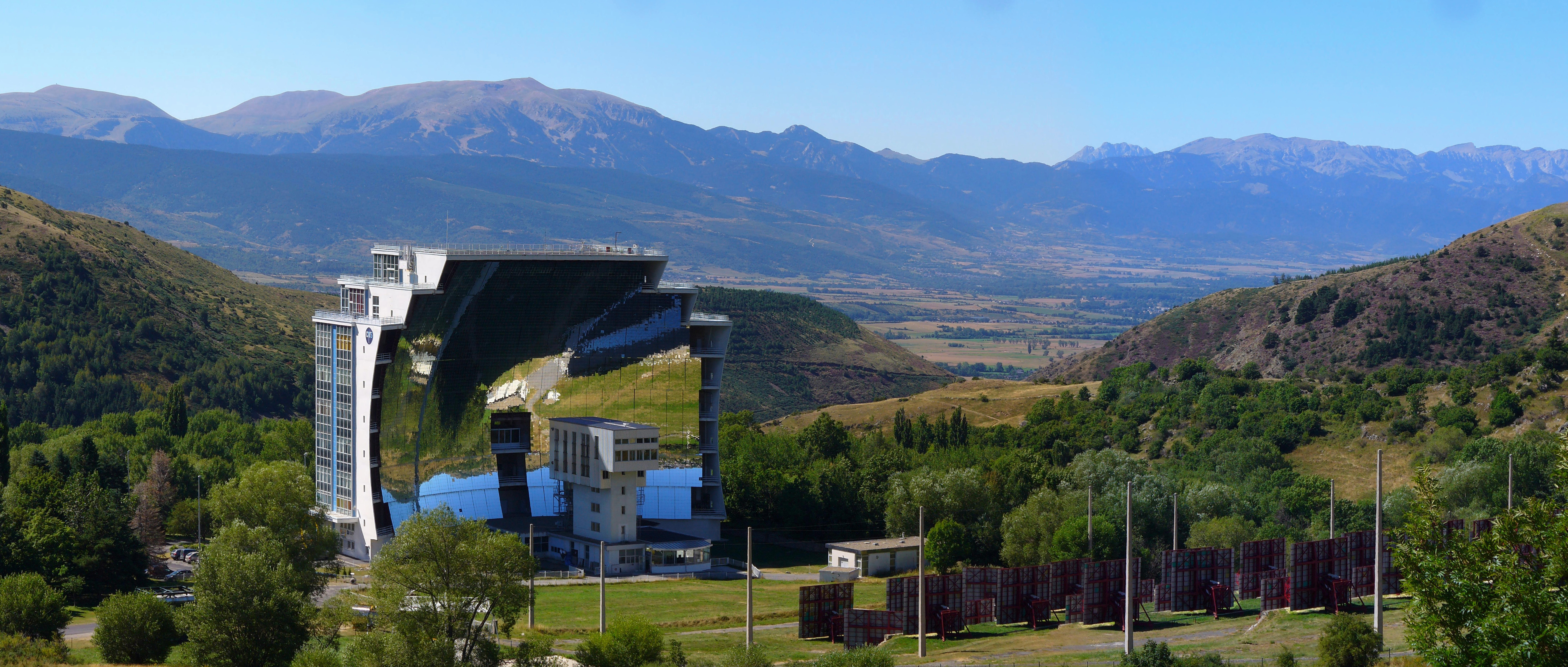
يمكن أن تصل درجة الحرارة في الفرن الشمسي الموجود بأوديلو في إقليم البرانيس الشرقية، فرنسا، إلى 3500 درجة مئوية (6330 فهرنهايت)

الفرن الشمسي في مونت لويس هو فرن شمسي تجريبي (منشأة تعتمد على الطاقة الحرارية الشمسية) بنى عام 1949. وكان أول فرن من نوعه في العالم. ويعتبر فرن تمهيدي للفرن الشمسي في أوديلو.
يستطيع الفرن الشمسي في مونت لويس توفير حوالي 50 كيلوواط من الطاقة الحرارية.

## التاريخ
في عام 1946، قام المهندس الفرنسي فليكس ترومب مع فريقه بمظاهرة حاملين مرايا في بلدة ميدون، فرنسا. لإثبات أنه يمكن التوصل إلى درجات حرارة عالية جدا بسرعة عن طريق تركيز الأشعة الشمسية. كان الهدف هو إذابة مادة واستخراج المادة النقية لها لصناعة مادة حرارية جديدة أكثر فعالية.
من أجل مزيد من التجارب، تم إنشاء أول فرن شمسي في مونت لويس في إقليم البرانيس الشرقية عام 1949.

## التطوير

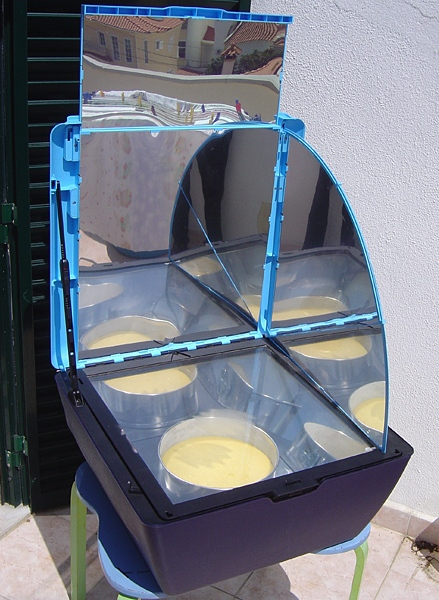
فرن شمسي

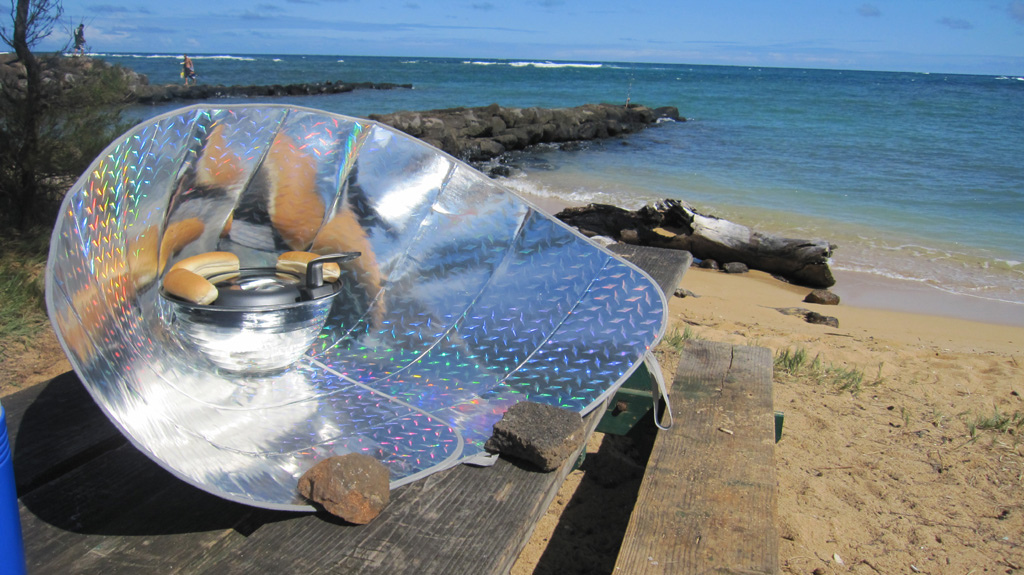
طهو النقانق بالطباخ الشمسي

شارك الفرن الشمسي في مونت لويس في عمليات نقل التكنولوجيا إلى دول الجنوب، كمدينة أسفي في المغرب. كما شارك في بناء العديد من الأفران الشمسية في القرى، التي بدورها تستخدم في العديد من المجالات كأفران طبخ القدور، الخبز، صناعة مواد البناء، إذابة المعادن لصناعة الأواني والأدوات.

## التعليم
يعطى المركز جولات تدريبة للزوار، فيصطحب الدليل الزوار إلى مرافق المبنى لشرح مبدأ عمل الفرن وفيما يستخدم. فعلى سبيل المثال: 

يستطيع الفرن توليد حرارة تتراوح ما بين 2000 و 3500 درجة مئوية كافية لإشعال الخشب، صهر المعادن وصناعة خزف.
تشمل الزيارة شرح لأخر ما توصلت إليه التكنولوجيا التي تستخدم الطاقة الشمسية كالطاقة الشمسية الحرارية، الخلايا الشمسية والمواقد الشمسية.

## وصلات خارجية
- Mont-Louis Solar Furnace
- History of the Solar Furnace (in French)
- Cooperation with Morocco